# Correctietekens voor tekst
Correctietekens voor tekst zijn genormaliseerde verwijstekens die in de grafische industrie worden gebruikt. Ze zijn vastgelegd volgens de normen NEN 632:1988 nl en ISO-5776.
De tekens zijn ontworpen om tekstcorrecties zo begrijpelijk mogelijk te noteren zodat deze snel en accuraat kunnen worden uitgevoerd.
Er bestaan tekens die uitsluitend in de tekst zelf worden aangebracht omdat ze zonder meer begrijpelijk zijn (bijvoorbeeld het teken voor het weghalen van een letter). Daarnaast bestaan er verwijstekens die in de tekst worden  aangebracht en in die de marge worden verklaard, zo veel mogelijk ter hoogte van de regels waarin zich de fouten bevinden.
Een corrector die op een zetterij werkte, werd vroeger geacht deze genormaliseerde correctietekens te gebruiken. Sinds het zettersambacht werd verdrongen door desktop publishing en de aanwezigheid van een corrector niet meer vanzelfsprekend is, is het gebruik ervan sterk afgenomen. De ontwikkeling van correctietekens heeft bovendien geen gelijke tred gehouden met de techniek: bepaalde tekens zijn overbodig geworden terwijl er nieuwe tekens zouden moeten komen voor het verbeteren van elektronische publicaties.

## Elix & Co: negentiende-eeuwse Nederlandse handleiding met correctietekens
Een van de oudste handleidingen in Nederland is in 1837 uitgegeven door drukkerij/lettergieterij Elix en Co in Amsterdam. Deze zaak heeft slechts kort bestaan. Het bedrijf was een voortzetting van de drukkerij en gieterij van Hendrik Bruyn & Comp. uit 1791 en heeft bestaan van 1837 tot 1845 en was gevestigd aan het Rokin in Amsterdam. Na de dood van de eigenaar Kornelix Elix in 1845 werden drukkerij en lettergieterij geveild. Enschedé nam een groot deel van de matrijzen en inventaris over.
In het Nieuwsblad voor de boekhandel gaat de aankondiging van deze uitgave vergezeld van de opmerking ‘Wegens moeijelijkheid van uitvoering in klein getal voorhanden.’ Het gegeven dat de handleiding slechts in kleine oplage beschikbaar was verklaart misschien ook de prijs van 3 gulden, indertijd toch een fors bedrag voor een eenvoudige brochure van een paar pagina’s.
Deze handleiding is in PDF te downloaden op de site van de stichting Drukwerk in de Marge.